# یاس سفید
یاس سفید یا یاس شاعر (نام علمی: Jasminum officinale) این گیاه رونده و طبی دارای برگ‌های نسبتاً بریدگی‌دار و خوشه‌هایی از گل‌های بسیار معطر و کوچک سفید رنگ، به همراه غنچه و شکوفه‌هایی صورتی رنگ است. یاس سفید گیاهی نیمه دائم سبز است که بر اثر پیچیدن خود را حمایت کرده و بالا می‌کشد. به مکانی با آفتاب کامل و خاکی کاملاً قوی و با زهکشی خوب نیاز دارد. این گیاه بسیار قوی و سریع‌الرشد بوده و بعد از هر دوره گلدهی باید هرس شود. با روش‌های مختلفی چون قلمه و خوابانیدن شاخه می‌توان یاس سفید را تکثیر کرد. امکان دارد این نوع یاس دچار حمله شته‌ها نیز بشود.
یاس سفید گل ملی کشور پاکستان است.